# Botaničeskij sad (metropolitana di Mosca)
Botaničeskij sad (in russo Ботани́ческий сад?), che significa "giardino botanico", è una stazione della Linea Kalužsko-Rižskaja, la linea 6 della Metropolitana di Mosca. Prende il nome dal principale Giardino Botanico dell'Accademia Russa delle Scienze. Il nome della stazione è piuttosto fuorviante, in quanto il giardino stesso è più vicino alla stazione Vladykino, mentre da Botaničeskij Sad ci vogliono circa 10/15 minuti a piedi per raggiungerlo.
Inaugurata come prima stazione dell'estensione nord-occidentale del ramo Rižskij nel 1978, la stazione serve il quartiere Rostokino (nome che inizialmente avrebbe dovuto assumere). Disegnata da N. Demchinsky e Yulija Kolesnikova, la stazione presenta un design a tre arcate sostenute da pilastri con soffitto ricoperto da una griglia di alluminio anodizzato modulare, decorato con vari temi legati alla natura (opera di Z. Vetrova). 

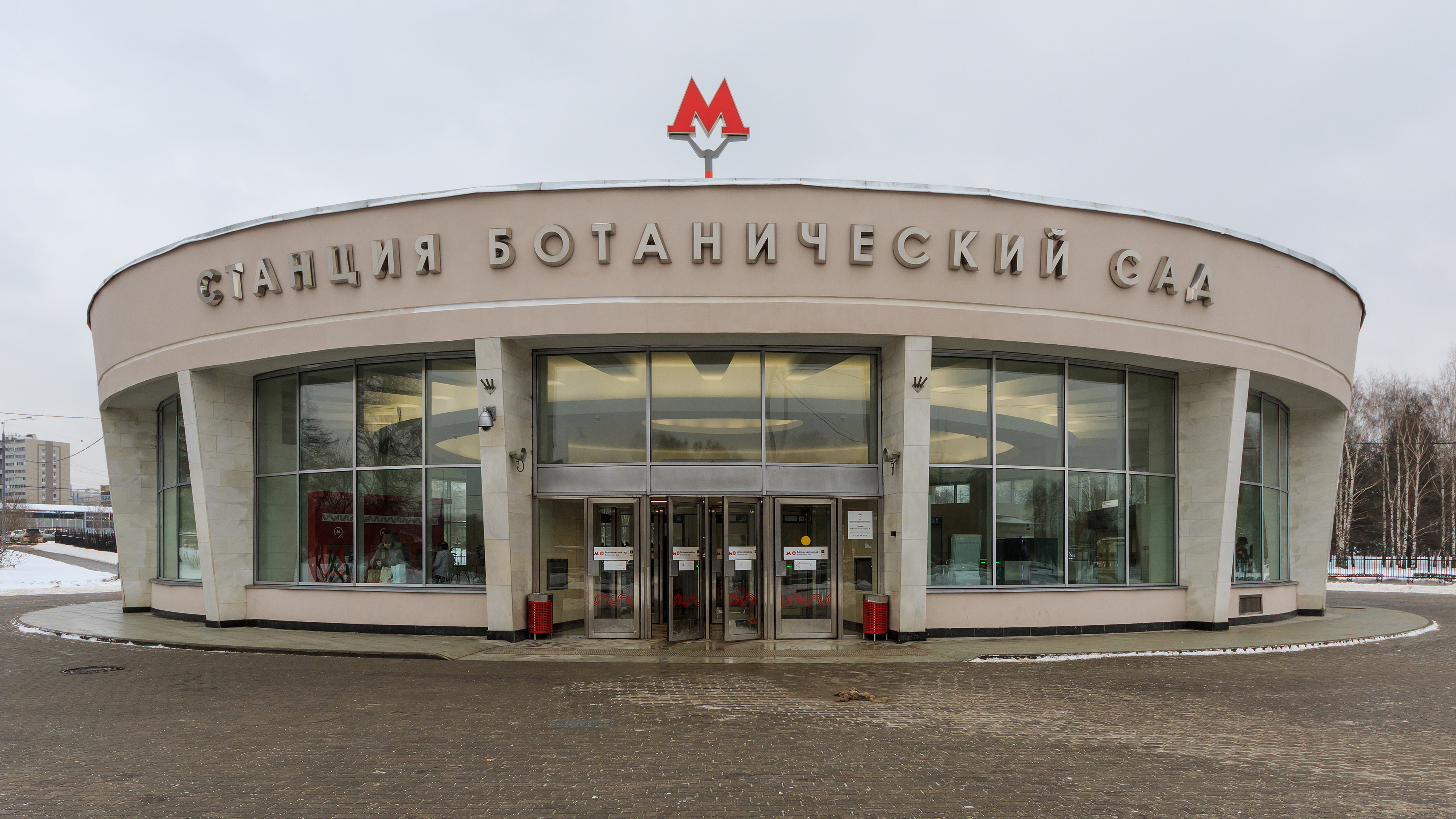
Ingresso sud

La stazione conta due ingressi, di cui quello meridionale è un edificio tondo in superficie, su via Leonova, illuminato all'interno da lampade sculturali di N. Masterpulo e collegato con scale mobili alla banchina principale. Dato che la stazione è situata sotto la linea ferroviaria circolare di Mosca, la stazione fu prevista come futuro punto di interscambio per i passeggeri. L'ingresso settentrionale è situato sul lato opposto della ferrovia e per raggiungerlo bisogna percorrere un tragitto sotterraneo che dal livello della banchina continua sotto i binari della stazione; questo ingresso nord si trova sulle vie Serebrjakova e Snežnaja. La stazione ha un basso afflusso quotidiano di passeggeri che si attesta a circa 28.650 unità; la bassa affluenza è parzialmente dovuta al suo aspetto tetro.
Nei pressi della stazione si trova l'omonima stazione dell'anello centrale di Mosca.